# Simetrie tetraedrică
| · Simetrie involutivă · Cs, (*) · [ ] =       | · Simetrie ciclică · Cnv, (*nn) · [n] =      | · Simetrie diedrală · Dnh, (*n22) · [n,2] =   |
| Grup poliedric, [n,3], (*n32)                 |                                              |                                               |
| · Simetrie tetraedrică · Td, (*332) · [3,3] = | · Simetrie octaedrică · Oh, (*432) · [4,3] = | · Simetrie icosaedrică · Ih, (*532) · [5,3] = |

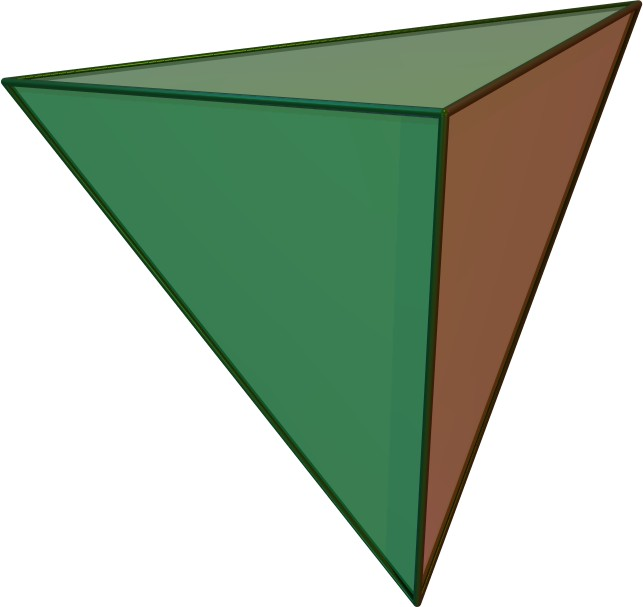
Tetraedru regulat, un exemplu de poliedru cu simetrie tetraedrică completă

Un tetraedru regulat are 12 simetrii de rotație (sau de conservare a orientării) și un ordin de simetrie de 24 incluzând transformări care combină o reflexie și o rotație.
Grupul tuturor simetriilor este izomorf cu grupul S4, grupul simetric⁠(d) al permutărilor a patru obiecte, deoarece există exact o astfel de simetrie pentru fiecare permutare a vârfurilor tetraedrului. Setul de simetrii care conservă orientarea formează un grup denumit subgrupul altern A4 al S4.

## Detalii
Simetria chirală sau simetria completă (simetria tetraedrică achirală plus simetria piritoedrică) sunt simetrii punctuale discrete (sau echivalent, simetrii pe sferă). Ele se numără printre grupurile punctuale cristalografice ale sistemului cristalin cubic.
Văzute în proiecție stereografică, laturile hexaedrului tetrakis formează în plan 6 cercuri (sau linii radiale centrale). Fiecare dintre aceste 6 cercuri reprezintă o „oglindire” în simetria tetraedrică. Intersecția acestor cercuri se află în  punctele de rotație de ordinele 2 și 3.
| C3 | C3 | C2 |
| 2  | 2  | 3  |

| Proiecție ortogonală                                          | Proiecții stereografice                                       | Proiecții stereografice                                       | Proiecții stereografice                                       |
| Proiecție ortogonală                                          | cu 4 poziții                                                  | cu 3 poziții                                                  | cu 2 poziții                                                  |
| Simetrie tetraedrică chirală, T, (332), [3,3]+ = [1+,4,3+], = | Simetrie tetraedrică chirală, T, (332), [3,3]+ = [1+,4,3+], = | Simetrie tetraedrică chirală, T, (332), [3,3]+ = [1+,4,3+], = | Simetrie tetraedrică chirală, T, (332), [3,3]+ = [1+,4,3+], = |
| ------------------------------------------------------------- | ------------------------------------------------------------- | ------------------------------------------------------------- | ------------------------------------------------------------- |
|                                                               |                                                               |                                                               |                                                               |
| Simetrie piritoedrică, Th, (3*2), [4,3+],                     |                                                               |                                                               |                                                               |
|                                                               |                                                               |                                                               |                                                               |
| Simetrie tetraedrică achirală, Td, (*332), [3,3] = [1+4,3], = |                                                               |                                                               |                                                               |
|                                                               |                                                               |                                                               |                                                               |

## Simetrie tetraedrică chirală
| Grupul de rotație tetraedric T cu domeniul fundamental. | Un tetraedru poate fi plasat în 12 poziții distincte doar prin rotații. Acestea sunt ilustrate mai sus în formatul grafului ciclic⁠(d), rotații care permută tetraedrul prin poziții de-a lungul laturii de 180° (săgețile albastre) și a vârfului de 120° (săgeți roșii). | În hexaedrul tetrakis o față completă este un domeniu fundamental; alte poliedre cu aceeași simetrie pot fi obținute prin ajustarea orientării fețelor, de exemplu aplatizarea subseturilor de fețe selectate pentru a combina fiecare subset într-o singură față sau înlocuirea fiecărei fețe cu mai multe fețe sau cu o suprafață curbată. |

T, 332, [3,3]+, sau 23, de ordinul 12 – chirală sau simetrie tetraedrică de rotație. Există trei axe de rotație ortogonale cu 2 poziții, cum ar fi simetria diedrică chirală D2 sau 222, cu în plus patru axe cu 3 poziții, centrate între cele trei direcții ortogonale. Acest grup este izomorf cu A4, grupul altern de 4 elemente; de fapt, este grupul de permutări parei ale celor patru axe cu 3 poziții: e, (123), (132), (124), (142), (134), (143), (234). ), (243), (12)(34), (13)(24), (14)(23).
Clasele de conjugare⁠(d) ale T sunt:
- identitatea: e
- 4 × rotație de 120° în sens orar (văzută din vârf): (234), (143), (412), (321)
- 4 × rotație de 120° în sens antiorar (idem)
- 3 × rotație de 180°

Rotațiile cu 180° împreună cu identitatea formează un subgrup normal⁠(d) de tip Dih2, cu grup factor de tip Z3. Cele trei elemente ale acestuia din urmă sunt identitatea, „rotația în sens orar” și „rotația în sens antiorar”, corespunzătoare permutărilor celor trei axe ortogonale cu 2 poziții, conservând orientarea.
A4 este cel mai mic grup care demonstrează că inversa teoremei lui Lagrange nu este adevărată în general: având în vedere un grup finit G și un divizor d din |G|, nu există neapărat un subgrup al G de ordinul d: grupul G = A4 nu are subgrup de ordinul 6. Deși este în general o proprietate pentru grupul abstract, din grupul de izometrie al simetriei tetraedrice chirale se observă că din cauza chiralității subgrupul ar trebui să fie C6 sau D3, dar niciunul nu corespunde.

### Subgrupuri de simetrie tetraedrică chirală

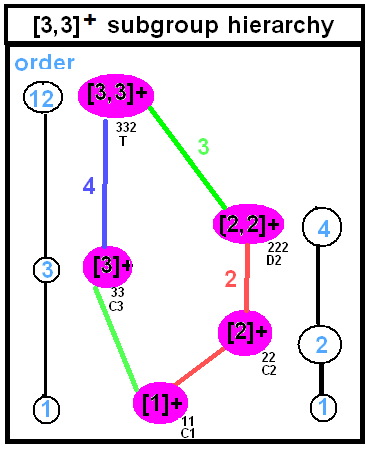
Subgrupuri de simetrie tetraedrică chirală

| Schoe. | Coxeter | Coxeter | Orb. | H-M | Generatori | Structură | Ciclic | Ordin | Index |
| ------ | ------- | ------- | ---- | --- | ---------- | --------- | ------ | ----- | ----- |
| T      | [3,3]+  | =       | 332  | 23  | 2          | A4        |        | 12    | 1     |
| D2     | [2,2]+  | =       | 222  | 222 | 3          | D4        |        | 4     | 3     |
| C3     | [3]+    |         | 33   | 3   | 1          | Z3        |        | 3     | 4     |
| C2     | [2]+    |         | 22   | 2   | 1          | Z2        |        | 2     | 6     |
| C1     | [ ]+    |         | 11   | 1   | 1          | Z1        |        | 1     | 12    |

## Simetrie tetraedrică achirală

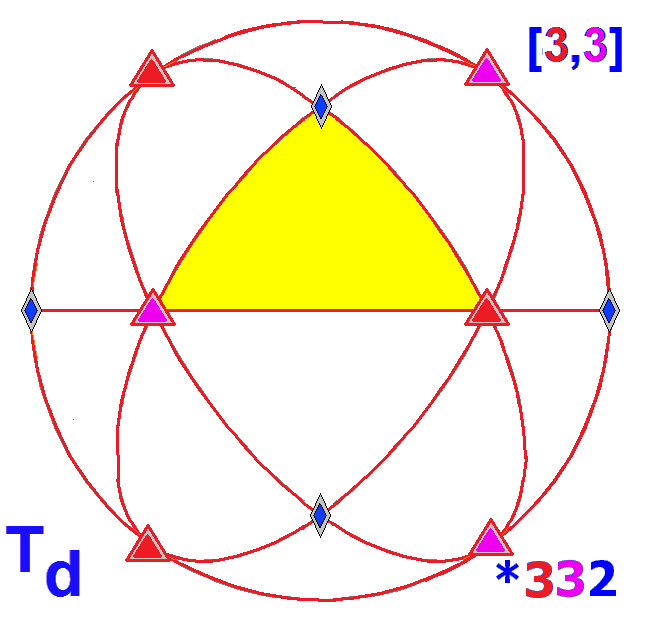
Grupul tetraedric complet T_{d} cu domeniul fundamental

Td, *332, [3,3] sau 43m, de ordinul 24 – achiral sau simetrie tetraedrică completă, cunoscută și sub numele de grupul triunghiului⁠(d) (2,3,3). Acest grup are aceleași axe de rotație ca și T, dar cu șase plane de oglindire, fiecare prin două axe cu 3 poziții. Axele cu 2 poziții sunt acum S4 (4). Td și O sunt izomorfe ca grupuri abstracte: ambele corespund lui S4, grupul simetric pe 4 obiecte. Td este reuniunea lui T cu  mulțimea obținută prin combinarea fiecărui element al lui O \ T cu inversiune.
Clasele de conjugare ale Td sunt:
- identitatea
- 8 × rotație de 120° (C3)
- 3 × rotație de 180° (C2)
- 6 × reflexie în planul celor două axe de rotație (Cs)
- 6 × reflexie improprie de 90° (S4)

### Subgrupuri de simetrie tetraedrică achirală

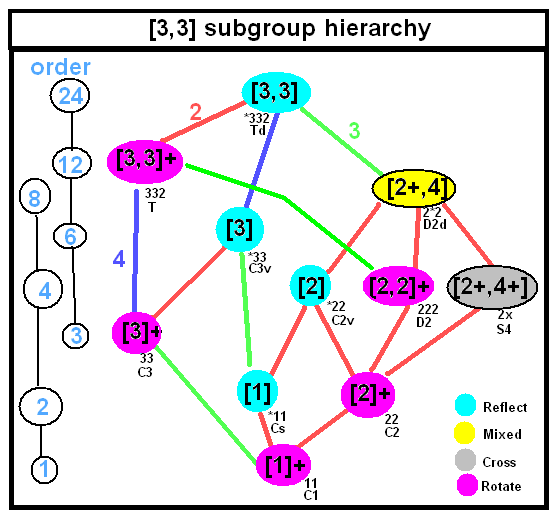
Subgrupuri de simetrie tetraedrică achirală

| Schoe. | Coxeter | Coxeter | Orb. | H-M    | Generatori | Structură | Ciclic | Ordin | Index |
| ------ | ------- | ------- | ---- | ------ | ---------- | --------- | ------ | ----- | ----- |
| Td     | [3,3]   |         | *332 | 43m    | 3          | S4        |        | 24    | 1     |
| C3v    | [3]     |         | *33  | 3m     | 2          | D6=S3     |        | 6     | 4     |
| C2v    | [2]     |         | *22  | mm2    | 2          | D4        |        | 4     | 6     |
| Cs     | [ ]     |         | *    | 2 or m | 1          | Z2 = D2   |        | 2     | 12    |
| D2d    | [2+,4]  |         | 2*2  | 42m    | 2          | D8        |        | 8     | 3     |
| S4     | [2+,4+] |         | 2×   | 4      | 1          | Z4        |        | 4     | 6     |
| T      | [3,3]+  |         | 332  | 23     | 2          | A4        |        | 12    | 2     |
| D2     | [2,2]+  |         | 222  | 222    | 2          | D4        |        | 4     | 6     |
| C3     | [3]+    |         | 33   | 3      | 1          | Z3 = A3   |        | 3     | 8     |
| C2     | [2]+    |         | 22   | 2      | 1          | Z2        |        | 2     | 12    |
| C1     | [ ]+    |         | 11   | 1      | 1          | Z1        |        | 1     | 24    |

## Simetrie piritoedrică

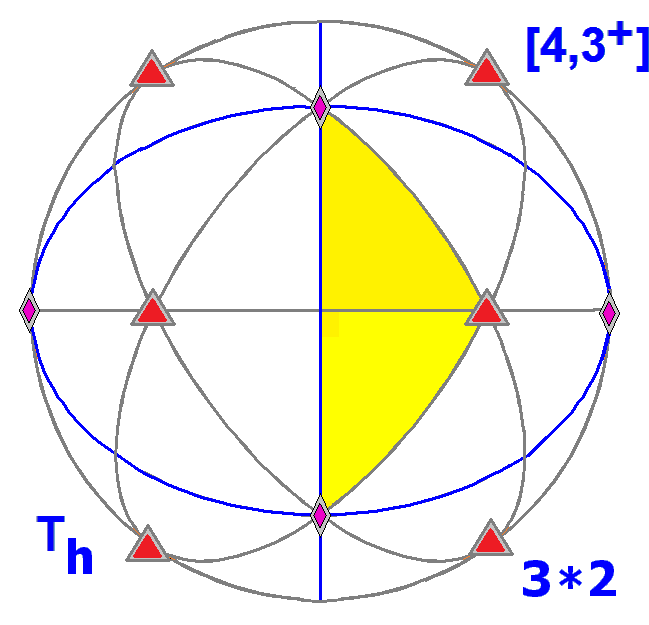
Grupul piritoedric T_{h} cu domeniul fundamental

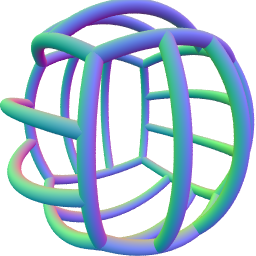
Cusăturile mingii de volei au simetrie piritoedrică

Th, 3*2, [4,3+] sau m3, de ordinul 24 – simetrie piritoedrică. Acest grup are aceleași axe de rotație ca și T, cu plane de oglindire prin două dintre direcțiile ortogonale. Axele cu 3 poziții sunt acum axe S6 (3) și există o inversiune față de centru. Th este izomorf cu T × Z2: orice element al lui Th este fie un element al lui T, fie unul combinat cu inversiunea. În afară de aceste două subgrupuri normale, există și un subgrup normal D2h (cel al unui cuboid), de tipul Dih2 × Z2 = Z2 × Z2 × Z2. Este produsul direct⁠(d) al subgrupului normal al lui T (vezi mai sus) cu Ci. Grupul factor este același ca mai sus: de tip Z3. Cele trei elemente ale acestuia din urmă sunt identitatea, „rotația în sens orar” și „rotația în sens antiorar”, corespunzătoare permutărilor celor trei axe ortogonale cu 2 poziții, conservând orientarea.
Este simetria unui cub cu fiecare față divizată de un segment care împarte fața în două dreptunghiuri egale, astfel încât segmentele fețelor adiacente să nu se întâlnească la laturi. Simetriile corespund permutărilor uniforme ale diagonalelor corpului și aceleași permutări combinate cu inversiunea. De asemenea, este simetria unui piritoedru, care este extrem de asemănătoare cubului descris, fiecare dreptunghi fiind înlocuit cu un pentagon cu o axă de simetrie, cu 4 laturi egale și 1 latură diferită (cea corespunzătoare segmentului de divizare a feței cubului); adică, fețele cubului se umflă la linia de divizare și devin mai înguste acolo. Este un subgrup al grupului complet de simetrie icosaedrică (ca grup de izometrie, nu doar ca grup abstract), cu 4 din cele 10 axe cu 3 poziții.
Clasele de conjugare ale Th cuprind pe cele ale T, cu două clase de 4 combinate, și fiecare cu inversiunea:
- identitatea
- 8 × rotație de 120° (C3)
- 3 × rotație de 180° (C2)
- inversiunea față de centru (S2)
- 8 × rotație improprie de 60° (S6)
- 3 × reflexie față de plan (Cs)

### Subgrupuri cu simetrie piritoedrică

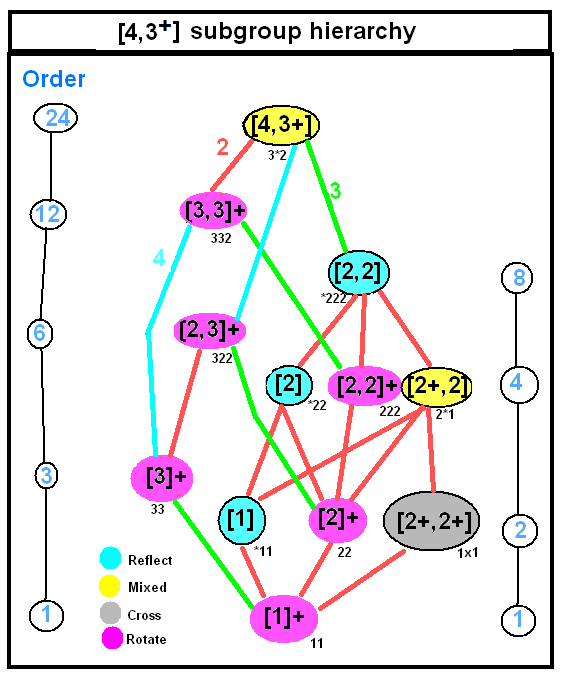
Subgrupuri piritoedrice

| Schoe. | Coxeter | Coxeter | Orb. | H-M    | Generatori | Structură | Ciclic | Ordin | Index |
| ------ | ------- | ------- | ---- | ------ | ---------- | --------- | ------ | ----- | ----- |
| Th     | [3+,4]  |         | 3*2  | m3     | 2          | A4×2      |        | 24    | 1     |
| D2h    | [2,2]   |         | *222 | mmm    | 3          | D4×D2     |        | 8     | 3     |
| C2v    | [2]     |         | *22  | mm2    | 2          | D4        |        | 4     | 6     |
| Cs     | [ ]     |         | *    | 2 or m | 1          | D2        |        | 2     | 12    |
| C2h    | [2+,2]  |         | 2*   | 2/m    | 2          | Z2×D2     |        | 4     | 6     |
| S2     | [2+,2+] |         | ×    | 1      | 1          | Z2        |        | 2     | 12    |
| T      | [3,3]+  |         | 332  | 23     | 2          | A4        |        | 12    | 2     |
| D3     | [2,3]+  |         | 322  | 3      | 2          | D6        |        | 6     | 4     |
| D2     | [2,2]+  |         | 222  | 222    | 3          | D8        |        | 4     | 6     |
| C3     | [3]+    |         | 33   | 3      | 1          | Z3        |        | 3     | 8     |
| C2     | [2]+    |         | 22   | 2      | 1          | Z2        |        | 2     | 12    |
| C1     | [ ]+    |         | 11   | 1      | 1          | Z1        |        | 1     | 24    |

## Poliedre cu simetrie tetraedrică chirală
Icosaedrul colorat ca tetraedru snub are simetrie chirală.

## Poliedre cu simetrie tetraedrică completă
| Clasă                    | Nume                        | Imagine   | Fețe | Laturi | Vârfuri |
| ------------------------ | --------------------------- | --------- | ---- | ------ | ------- |
| Poliedru platonic        | Tetraedru                   | Tetraedru | 4    | 6      | 4       |
| Poliedru arhimedic       | Tetraedru trunchiat         |           | 8    | 18     | 12      |
| Poliedru Catalan         | Tetraedru triakis           |           | 12   | 18     | 8       |
| Poliedru aproape Johnson | Tetraedru triakis trunchiat |           | 16   | 42     | 28      |
| Poliedru aproape Johnson | Dodecaedru tetrat           |           | 28   | 54     | 28      |
| Poliedru stelat uniform  | Tetrahemihexaedru           |           | 7    | 12     | 6       |